# Richard Romanus
Richard Romanus (Barre, 28 febbraio 1943 – Volo, 26 dicembre 2023) è stato un attore e scrittore statunitense.

## Biografia
Di discendenza libanese, Romanus (a volte accreditato come Richard Romanos) interpretò in prevalenza ruoli da caratterista, fino dagli inizi degli anni settanta, alternandosi fra piccolo e grande schermo. Risale a quel periodo la sua apparizione più nota al cinema, nel ruolo di Michael in Mean Streets - Domenica in chiesa, lunedì all'inferno (1973), pellicola diretta da Martin Scorsese che portò all'attenzione della critica e del pubblico il giovane cineasta italoamericano.
La sua carriera fu ricca di frequenti apparizioni (anche solo per un episodio) nelle più famose serie televisive degli anni settanta e ottanta, da Kojak, a Charlie's Angels, da Hill Street giorno e notte (nel ruolo del cap. Bob Ajanian) a Saranno famosi, fino a I Soprano, dove interpretò il ruolo di Richard LaPenna, ex marito della dottoressa Melfi. In Strike Force fu invece nel cast principale, in tutti e 20 gli episodi che costituiscono l'unica stagione del telefilm (1981), nel ruolo del tenente Charlie Gunzer. Inattivo dal 2003, negli anni successivi svolse l'attività di scrittore, pubblicando un romanzo e altre opere in prosa.

## Filmografia parziale

### Cinema
- Mean Streets - Domenica in chiesa, lunedì all'inferno (Mean Streets), regia di Martin Scorsese (1973)
- Wizards, regia di Ralph Bakshi (1977) - voce di Weehawk
- Sitting Ducks - Soldi sesso & vitamine (Sitting Ducks), regia di Henry Jaglom (1980)
- Heavy Metal, regia di Gerald Potterton (1981)
- America, America (Pandemonium), regia di Alfred Sole (1982)
- La legge di Murphy (Murphy's Law), regia di J. Lee Thompson (1986)
- Lo strizzacervelli (The Couch Trip), regia di Michael Ritchie (1988)
- Oscar - Un fidanzato per due figlie (Oscar), regia di John Landis (1991)
- Nome in codice: Nina (Point of No Return), regia di John Badham (1993)
- Poliziotti a domicilio (Cops and Robbersons), regia di Michael Ritchie (1994)
- Young Black Stallion (The Young Black Stallion), regia di Simon Wincer (2003)

### Televisione
- Kojak – serie TV (1974)
- Charlie's Angels – serie TV, episodio 1x14 (1977)
- Starsky & Hutch – serie TV (1977)
- Hawaii Squadra Cinque Zero (Hawaii Five-O) – serie TV (1978)
- Cuore e batticuore (Hart to Hart) – serie TV, episodio 2x03 (1980)
- Strike Force – serie TV, 20 episodi (1981)
- Fantasilandia (Fantasy Island) – serie TV (1981)
- Hardcastle & McCormick – serie TV, episodio 1x07 (1983)
- Saranno famosi (Fame) - serie TV (1985)
- Un salto nel buio (Tales from the Darkside) - serie TV, episodio 1x22 (1985)
- Hill Street giorno e notte (Hill Street Blues) - serie TV (1986)
- A-Team (The A-Team) – serie TV, episodi 1x06-5x07 (1983-1986)
- Il ritorno di Missione Impossibile (Mission: Impossible) – serie TV, episodio 1x13 (1989)
- Due come noi (Jake and the Fatman) – serie TV (1991)
- Un medico tra gli orsi (Northern Exposure) – serie TV, episodio 6x18 (1995)
- N.Y.P.D. – serie TV (1996)
- Un detective in corsia (Diagnosis Murder) – serie TV, episodio 3x08 (1996)
- I Soprano (The Sopranos)  – serie TV, episodi 1x08-3x04-4x03 (1999-2002)

## Doppiatori italiani
- Michele Gammino in Charlie's Angels, Nome in codice: Nina
- Paolo Poiret in Starsky e Hutch
- Luca Ward in Heavy Metal
- Fabio Mazzari in Strike Force
- Pierangelo Civera in La legge di Murphy
- Paolo Buglioni ne Lo strizzacervelli
- Sandro Sardone in Oscar - Un fidanzato per due figlie
- Sandro Iovino in Poliziotti a domicilio
- Franco Zucca in Young Black Stallion